# Génesis Rodríguez
Génesis Rodríguez Pérez (Miami, 29 de Julho de 1987) é uma atriz estadunidense conhecida essencialmente pelos seus trabalhos no canal televisivo Telemundo, em telenovelas como Prisionera, Dame Chocolate e Doña Bárbara. Também encara o papel de Becky Ferrer em Days of Our Lives. Participou do 23° e 24° episódio da 19° temporada de Law & Order SVU, interpretando o papel de Lourdes Vega.

## Biografia
Sua mãe, Carolina Pérez é uma modelo cubana e o seu pai, José Luis Rodríguez, é um ator e cantor venezuelano, conhecido popularmente por "El Puma".
A atriz é fluente em inglês e castelhano. Tem duas meias-irmãs chamadas de Liliana Rodríguez Morillo e Lilibeth Morillo Rodríguez. Aos dois anos e meio de idade, Génesis ingressou na Carrollton School of the Sacred Heart (Escola de Carrollton do Sagrado Coração), em Miami, Florida, tendo aulas de verão no Lee Strasberg Theatre and Film Institute. Participou em produções dramáticas escolares o que, ainda jovem, a instigou à escolha de seguir a carreira enquanto atriz. Quando adolescente, Rodríguez estudou arte dramática, dança e teve inclusive, preparação vocal tanto regional como nacionalmente. Pela sua notória dedicação a esta arte, os seus pais matricularam-na em programas de treino mais intensivos. Em Nova Iorque, matriculou-se em aulas de verão no Lee Strasberg Theatre and Film Institute. Rodríguez também estudou conhecidos programas de ensino na Califórnia.
Quando regressou a Miami, continuou no ensino privado e conseguiu alcançar lugar na telenovela "Days of our Lives" interpretando a personagem Becky Ferrer, de Novembro a Janeiro de 2006. Foi também convidada especial no canal Bravo, no programa televisivo norte-americano Top Chef.
Para além da televisão americana, Génesis Rodríguez explorou também trabalhos em interpretações cinematográficas de telenovelas na língua espanhola como é exemplo o Dame Chocolate que estreou no canal Telemundo.

## Filmografia
| Ano       | Titulo                               | Personagem                                      |
| --------- | ------------------------------------ | ----------------------------------------------- |
| 2004      | Prisionera                           | Guadalupe Santos (jovem) / Libertad Salvatierra |
| 2006–2007 | Dame chocolate                       | Rosita Amado / Violeta Hurtado                  |
| 2008–2009 | Doña Bárbara                         | Marisela Barquero - Jovem Barbarita             |
| 2010-2011 | Entourage                            | Sarah                                           |
| 2012      | Man on a Ledge                       | Angie                                           |
| 2012      | Casa de Mi Padre                     | Sonia                                           |
| 2012      | What to Expect When You're Expecting | Claire                                          |
| 2013      | O Último Desafio                     | Agente do FBI                                   |
| 2013      | Hours                                | Abigail                                         |
| 2014      | Tusk                                 | Allison                                         |
| 2014      | Big Hero 6                           | Honey Lemon                                     |
| 2015      | Run All Night                        | Gabriela Conlon                                 |